# Рибак Павло Олександрович
Павло́ Олекса́ндрович Риба́к (біл. Павел Аляксандравіч Рыбак, нар. 11 вересня 1983, Гродно, Білорусь) — білоруський футболіст, захисник футбольної команди «Шахтар» з міста Солігорськ.

## Життєпис
Ногом'ячем розпочав займатися в Гродно, згодом переїхав до Мінська. Там розпочав свої перші виступи як професійний гравець, захищаючи кольори мінського «Торедо». Всього за мінську команду відіграв 9 ігор.
З 2002 по 2006 роки був пов'язаний угодою з «ФК СКВІЧ», за який провів 57 ігор та тричі відзначився у воротах суперника.
Двічі (у 2003 та 2004 роках) як орендований гравець виступав за «ФК Ліда» та «ФК Сморгонь».
З 2007 по 2010 роки грав за «ФК Гомель» та «ФК Мінськ».
В 2011 повернувся в гродненський «Німан», де став основним центральним захисником.
Влітку 2014 року, після того як Іван Денисевич полишив команду став капітаном.
У грудні 2014 перейшов в солігорський «Шахтар».

## Досягнення
- Володар Кубка Білорусі з футболу (2):

Шахтар: 2018-19
БАТЕ: 2020-21